# Gefängnismauer (Inveraray)

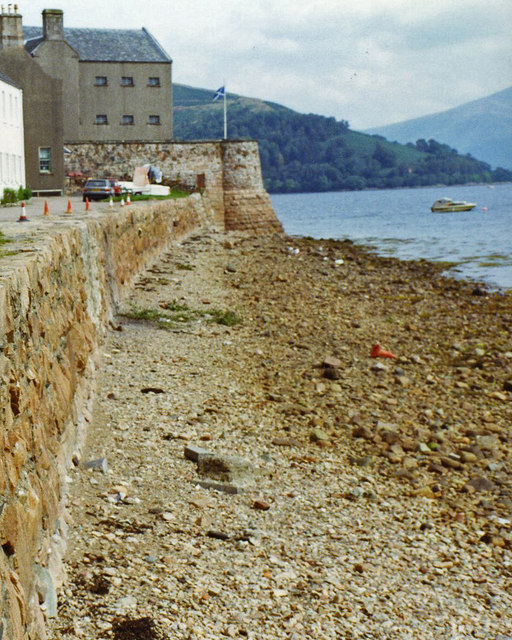
Gefängnismauer von Inveraray aus südlicher Richtung

Die Gefängnismauer von Inveraray grenzt das Gefängnis der schottischen Stadt Inveraray zum Meeresarm Loch Fyne hin ab. Als Architekt plante James Gillespie Graham das Bauwerk, das 1820 fertiggestellt wurde. 1966 wurde das Bauwerk in die schottischen Denkmallisten in der höchsten Kategorie A aufgenommen.

## Beschreibung
Das Bauwerk besteht aus einer mächtigen Bruchsteinmauer, welche direkt an der Küste von Loch Fyne bis zum Strand hinabreicht. Nach oben schließt die Mauer mit einem Band massiver Steinplatten ab. Sie schließt dabei einen Innenhof ein, der sich auf der Rückseite des denkmalgeschützten Gerichtsgebäudes von Inveraray befindet, in welchem auch das Gefängnis untergebracht ist. An den beiden meerseitigen Ecken sind kleine Rondelle zu finden. Mittig zwischen diesen tritt eine breite, halbrunde Ausbauchung hervor. Einst schloss die Mauer beidseitig am Gerichtsgebäude ab. Nach einer Baumaßnahme ist dies heute nur noch an der Nordflanke der Fall, während an der Südseite ein Gebäude den ehemaligen Verlauf der Mauer kreuzt.